# ددی دی‌جی
ددی دی‌جی (به انگلیسی: Daddy DJ) یک گروه رقص فرانسوی متشکل از دیوید لو روی و ژان-کریستف بلوال است.

## حرفه موسیقی
دیوید لو روی و ژان کریستوف بلوال اولین بار در مدرسه مهندسی صدای فرانسوی در پاریس با هم آشنا شدند، جایی که بروال معلم بود و لو روی دانش‌آموز. آنها خیلی خوب با هم کنار آمدند، آنقدر که خیلی زود پروژه موسیقی خود را با عنوان ددی دی‌جی تأسیس کردند. خیلی زود چارلی مرکیل، که اصالتاً اهل مارتینیک است، به آنها پیوستاولین تک‌آهنگ آنها با نام "ددی دی‌جی" که در آوریل ۲۰۰۰ منتشر شد، در سراسر اروپا به یک آهنگ پرطرفدار تبدیل شد. این آهنگ تقریباً به مدت ۵ ماه در رتبه دوم ۱۰۰ آهنگ برتر فرانسه قرار داشت. در آلمان این آهنگ به رتبه هفتم رسید، در حالی که در سوئیس این آهنگ به رتبه ۲۲ جدول‌ها رسید، علاوه بر تک‌آهنگ‌های "دختر قرمز پوش" (به انگلیسی: The Girl In Red)(41) و "برای تو"(به انگلیسی: Over You) (96). در اتریش، به رتبه هشتم رسید. این آهنگ همچنین در اروپای شمالی بسیار موفق بود، در صدر جدول‌های سوئد و نروژ قرار گرفت و در دانمارک به رتبه دوم و در فنلاند به رتبه سوم رسید. با این حال، تک‌آهنگ‌های بعدی آنها "دختر قرمز پوش" و "برای تو" محبوبیت کمتری پیدا کردند و در اکثر کشورها به یک شگفتی تک‌آهنگه تبدیل شدند. در سال ۲۰۱۲، آنها آلبوم جدیدی به نام پوشه (به انگلیسی: Folder) ضبط کردند که آن هم نتوانست به موفقیت تجاری دست یابد.

### شخصیت
بسیاری از موزیک ویدیوهای ددی دی‌جی، پسری ۱۳ ساله به نام کراس را به تصویر می‌کشند. او در این موزیک ویدیوها به عنوان یک کودک نابغه دی‌جی به تصویر کشیده شده است که در دی‌جی کردن از پدرش ماهرتر است.

## دیسکوگرافی
آلبوم‌های استودیویی
- Let Your Body Talk (بگذارید بدنتان صحبت کند) ۲۰۰۱
- Folder (پوشه) ۲۰۱۲
- Rendez Vous (قرار ملاقات) ۲۰۲۴

### تک آهنگ ها
| سال  | عنوان                                           | موقعیت‌ها | موقعیت‌ها | موقعیت‌ها | موقعیت‌ها  | موقعیت‌ها  | موقعیت‌ها | موقعیت‌ها | موقعیت‌ها | موقعیت‌ها | موقعیت‌ها | موقعیت‌ها | آلبوم              |
| سال  | عنوان                                           | FRA      | ALL      | AUT      | BEL (FLA) | BEL (WAL) | DAN      | FIN      | NOR      | P-B.     | SUÈ      | SUI      | آلبوم              |
| ---- | ----------------------------------------------- | -------- | -------- | -------- | --------- | --------- | -------- | -------- | -------- | -------- | -------- | -------- | ------------------ |
| 2000 | Daddy DJ                                        | 2        | 7        | 8        | 8         | 1         | 2        | 3        | 1        | 7        | 1        | 22       | Let Your Body Talk |
| 2001 | The Girl in Red                                 | 10       | –        | –        | –         | 10        | 9        | 12       | 17       | –        | 18       | 41       | Let Your Body Talk |
| 2002 | Over You                                        | 29       | 79       | 49       | –         | 33        | –        | –        | –        | 60       | 43       | 96       | Let Your Body Talk |
| 2006 | Love (sous le pseudonyme de Life Quest)         | 63       | –        | –        | –         | –         | –        | –        | –        | –        | –        | –        |                    |
| 2010 | Perfect Day                                     | –        | –        | –        | –         | –         | –        | –        | –        | –        | –        | –        | Folder             |
| 2013 | Crying                                          | –        | –        | –        | –         | –         | –        | –        | –        | –        | –        | –        | Folder             |
| 2013 | In My Head                                      | –        | –        | –        | –         | –         | –        | –        | –        | –        | –        | –        | Folder             |
| 2013 | Funk You                                        | –        | –        | –        | –         | –         | –        | –        | –        | –        | –        | –        | Folder             |
| 2014 | Free Your Mind                                  | –        | –        | –        | –         | –         | –        | –        | –        | –        | –        | –        | Folder             |
| 2022 | We Could Be Together (avec Gabry Ponte & LUM!X) | 96       | –        | –        | 27        | –         | –        | –        | –        | 34       | –        | –        |                    |
| 2023 | Issues (feat. Lunis)                            | –        | –        | –        | –         | –         | –        | –        | –        | –        | –        | –        | Rendez-Vous        |